# ラーメンズの新日本語学校
ラーメンズの新日本語学校（ラーメンズのしんにほんごがっこう）は、2006年9月6日に発売されたラーメンズのアルバム。

## 概要
かつてインディーズで3000枚限定で発売され、ネットオークションで数十万円の値がついたシングルCD「ラーメンズの日本語学校」が、新たな作品を収録して復刻された。長年のファンの期待もあり、音楽を含まないコントCDとしては珍しい好売上を記録（オリコン最高13位）。
内容はどこかの国の教室で、教師（小林）と生徒達（片桐）が、日本についてデタラメな授業を繰り広げていくというもの。
なお、第8回公演「椿」で披露された「日本語学校アメリカン」は収録されていない。また、インディーズでリリースされた際に収録されていた「ラヂオ日本語学校」は未収録となっており、代わりに「不思議の国のニポン」が収録されている。

## 収録曲
いずれも、作詞・作曲・演出は小林賢太郎、出演は小林賢太郎と片桐仁が担当。
1. 日本語学校（アフリカ篇）
  - 「日本で役立つとっさの一言」を学んでいく
2. 日本語学校（中国篇）
  - 同じく「日本で役立つとっさの一言」を学ぶ
3. 日本語学校（フランス篇）
  - 特別公演「零の箱式」で披露されたコントと同名の作品（詳しい内容は異なる）。
4. 日本語学校（イタリア〜バリ篇）
  - 「日本のステキな都道府県」を学んでいく。「イタリア篇」は「爆笑オンエアバトル」にてオンエアを勝ち取った。
5. 不思議の国のニポン
  - 第15回公演「ALICE」で披露された、日本語学校シリーズ最新作。「不思議の国のニポン」と題し、日本全47都道府県を一つ一つ学んでいく。（詳しい内容は公演版と異なる）